# 5494 Johanmohr
5494 Johanmohr eller 1933 UM1 är en asteroid i huvudbältet, som upptäcktes 19 oktober 1933 av den tyske astronomen Karl Wilhelm Reinmuth i Heidelberg. Den har fått sitt namn efter den nederländsk-tyske pastorn Johan Maurits Mohr.
Asteroiden har en diameter på ungefär 8 kilometer och den tillhör asteroidgruppen Koronis.